# Acacia acanthaster
Acacia acanthaster é uma espécie de leguminosa do gênero Acacia, pertencente à família Fabaceae.